# Hempstead (New York)
Pour les articles homonymes, voir Hempstead.
Hempstead est l'une des trois villes du comté de Nassau dans l'État de New York, aux États-Unis, occupant la partie sud-ouest du comté. Hempstead est limitrophe de la ville de New York à l'ouest. Il y a au total vingt-deux villages incorporés entièrement ou partiellement dans la ville.
La population de Hempstead était de 759 757 habitants au recensement de 2010, soit la majorité de la population du comté. Il existe aussi un village homonyme situé dans la ville.
Si la ville devait être incorporée officiellement en tant que cité, elle serait la 2e la plus grande de l'État de New York derrière New York et devant celle de Buffalo, et elle serait au 16e rang des villes les plus peuplées dans le pays, se plaçant derrière Colombus dans l'Ohio, avec une population de 787 033 habitants, et devant Fort Worth, au Texas, qui a une population de 741 206 habitants.

## Personnalité liée à la ville
- Walter Hudson (1944-1991), détenteur du record du monde de tour de taille (3,02 m)
- Elaine Mokhtefi (1928), militante anti-coloniale.
- Method Man rappeur, acteur.